# Surf de vela

Dos windsurfistes en plena competició.

El surf de vela (també conegut amb l'anglicisme windsurf) és un esport de vela que consisteix a fer anar una taula amb una botavara per l'aigua. Se n'organitzen competicions mundials en què prima la velocitat i la tècnica. Es pot practicar tot l'any amb vestits de neoprè. És un esport força modern i forma part del programa olímpic.
El surf de vela és una modalitat de l'esport de la vela que consisteix a desplaçar-se en l'aigua sobre una taula similar a una de surf, proveïda d'una vela. A diferència d'un veler, la vela o aparell d'una taula de surf de vela és articulat permetent la seva rotació lliure al voltant d'un únic punt d'unió amb la taula: el peu del pal. Això permet manipular l'aparell lliurement en funció de la direcció del vent i de la posició de la taula pel que fa a aquest últim. L'aparell és manipulat pel windsurfista mitjançant la botavara o com es coneix en anglès boom o wishbone.

## Equipament
Un equipament de surf de vela està compost per:
- Vela: Impulsa la taula per la diferència de pressió existent entre ambdós costats d'aquesta gràcies a la diferent velocitat amb la qual l'aire circula per les dues cares
- Arbre: Pot ser d'una peça o separat en dues i que té per missions d'unir la vela a la taula i mantenir un perfil adequat de la vela
- Peu de l'arbre: Compost per una junta de tipus cardan generalment d'alguna mena de goma que es pot doblegar en totes les direccions. La seva missió és d'unir l'aparell a la taula i transmetre a aquesta la força generada pel vent en la vela.
- Botavara: Formada per dos tubs (un a cada amura de la vela) units per un extrem al pal (puny d'amura) i per l'altre a la vela mitjançant un terme (escota).
- Taula o post: Composta principalment per escuma de polietilè recoberta de resina epoxy. La seva llargada (eslora), forma i amplada (mànega) varia segons l'especialitat esportiva a la qual va dirigida, rang de vent per al qual es troba dissenyada i pes del navegant. La seva missió és d'aconseguir el millor lliscament possible sobre l'aigua i sobre ella va pujat el navegant.
- Quilla, aleta o aleró: Va prop de la popa i evita la deriva en navegació de planatge.
- Orsa abatible: La missió és evitar la deriva de la taula a baixa velocitat (quan no s'ha arribat a la velocitat de planatge). És opcional i sols les porten les taules de desplaçament de grans dimensions.
- Arnès: Utilitzat pel navegant per a penjar de la botavara mitjançant uns caps i ajuda a evitar l'esgotament muscular.
- Footstraps o cingles de subjecció per als peus: Té la finalitat de subjectar el windsurfista a la taula i evitar que caigui quan travessa les onades i a més li permet de fer maniobres diverses.
- Adaptador: Es col·loca entre la botavara i el pal per a tenir més adherència.
- Foils: En l'actualitat s'han incorporat uns alerons que permeten l'enlairament de la planxa per sobre del nivell del mar per tal de disminuir la fricció amb l'aigua i augmentar la velocitat.